# A fekete ruhás nő 2. – A halál angyala
A fekete ruhás nő 2. – A halál angyala (eredeti címén: The Woman in Black: Angel of Death) egy 2015-ös brit természetfeletti horrorfilm, melyet Tom Harper rendezett és Jon Croker írt Susan Hill története alapján. Ez a folytatása a 2012-ben bemutatott Fekete ruhás nő című filmnek, melyben a Harry Potter filmsorozat sztárja, Daniel Radcliffe alakítja a főszerepet.
Az Amerikai Egyesült Államokban 2015. január 2-án mutatták be, Magyarországon másfél hónappal később feliratosan a Freeman Film forgalmazásában.

## Történet
|  | Alább a cselekmény részletei következnek! |

40 évvel az első film eseményei után, a második világháború ideje alatt két iskolai tanítónő, Eve Parkins és Jean Hogg nyolc árva kisgyerekkel Londonból vidékre vonatozik. Az úton Eve összeismerkedik egy hivatásos pilótával, Harry Burnstow-al, aki Crythin Gifford-i repülőtér közelében állomásozik. Amikor megérkeznek az elhagyatott házhoz, Eve szembesül egy Jacob nevezetű dühöngő örülttel, aki hamar elfut. A két nő nem örül a ház körülményeinek, bár nincs más alternatíva. Azon az éjszakán Eve rosszat álmodik, hogy nehezen tudta elengedni a gyerekét, amikor még fiatalabb volt; amint felébred furcsa zajokat kezd el hallani a ház pincéjében heverő hintaszék felől. Ott talál egy üzenetet, egy szidást, amiért a gyermekét elhagyta, valamint lát egy nőt feketébe öltözve. Másnap reggel, az egyik gyereket, Edwardot, aki néma (mivel a szülei meghaltak egy bombázás során), két másik gyerek terrorizálja és végül bezárják őt a gyerekszobába az emeleten. A kisfiú odabenn látja a fekete ruhás nőt. Eve úgy érzi, hogy nincs minden rendben Edwarddal. Hamarosan mindenki rádöbben, hogy van valaki a házban; egy bosszúálló szellem kísérti őket. Az egyik gyerek eltűnik, Eve kénytelen a helyi parancsnokhoz segítségért fordulni, hogy rájöjjenek mi történik a házban.
|  | Itt a vége a cselekmény részletezésének! |

## Szereplők
| Színész           | Szerep         | Magyar hang        |
| ----------------- | -------------- | ------------------ |
| Phoebe Fox        | Eve Parkins    | Sipos Eszter Anna  |
| Helen McCrory     | Jean Hogg      | Kovács Nóra        |
| Amelia Pidgeon    | Joyce          | Vida Sára          |
| Casper Allpress   | Fraser         | Szolnoki Balázs    |
| Pip Pearce        | James          | Pál Dániel Máté    |
| Leilah de Meza    | Ruby           | Azurák Zsófia      |
| Jude Wright       | Tom            | Ács Balázs         |
| Oaklee Pendergast | Edward         | Medgyaszay Gergő   |
| Jeremy Irvine     | Harry Burnstow | Szabó Máté         |
| Adrian Rawlins    | Dr. Rhodes     | Jakab Csaba        |
| Ned Dennehy       | Hermit Jacob   | Bartók László      |
| Eve Pearce        | Alice Drablow  | Menszátor Magdolna |